# Brageirac

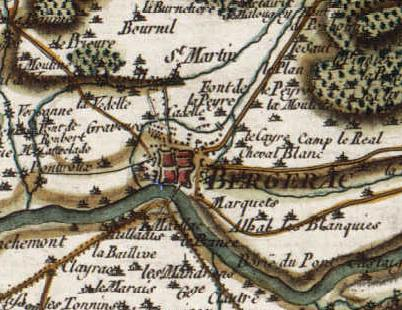
Mapa de Bergerac entre 1762 i 1766 per Pezet et Dalier.

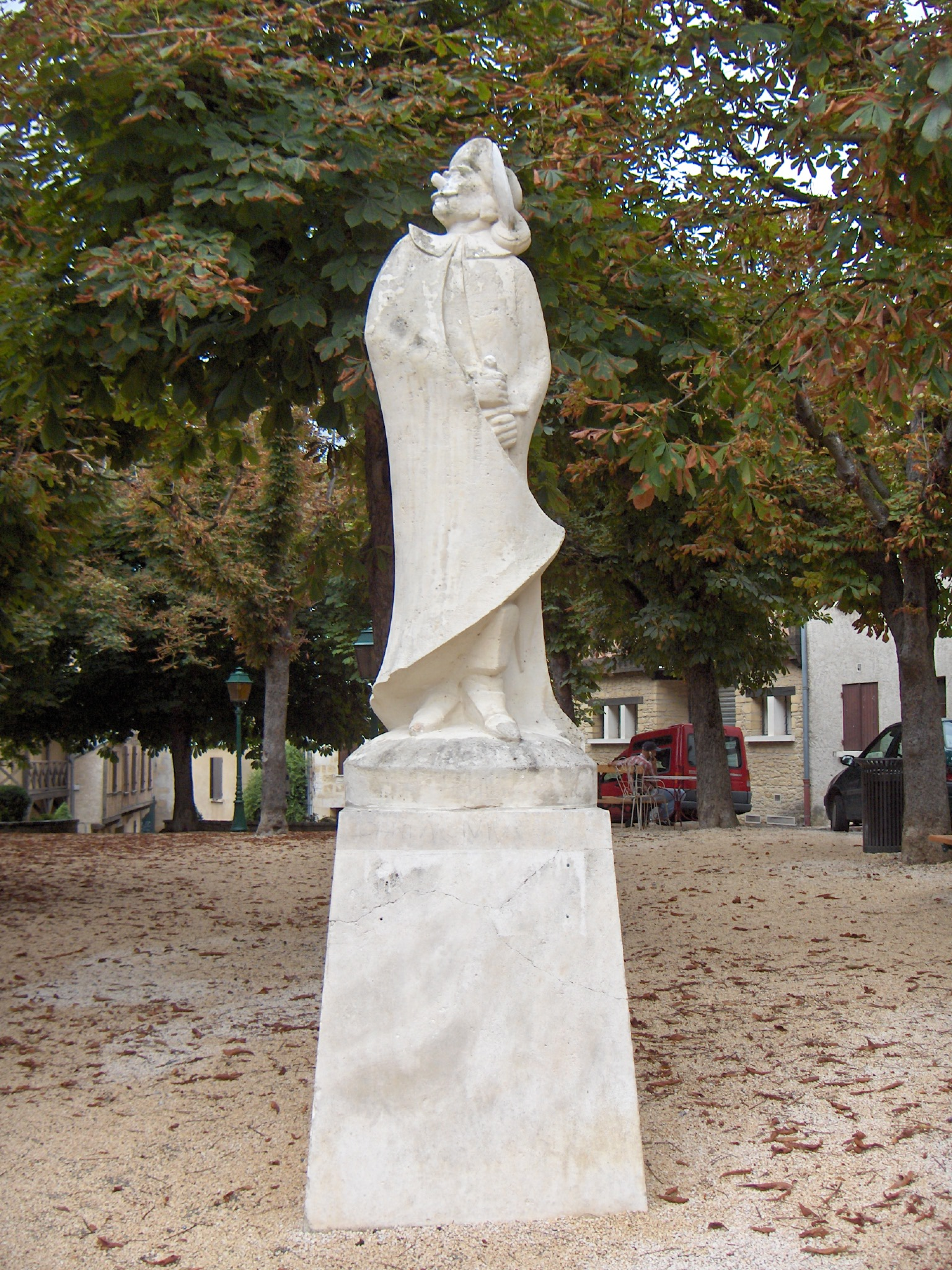
Estàtua de Cyrano de Bergerac

Brageirac o millor Brajairac [brɒʦɒj’ra] o [brazèj'ra] (nom occità, en francès Bergerac) és un municipi situat al departament de la Dordonya, a la regió de la Nova Aquitània. L'any 1999 tenia 26.053 habitants.
Ciutat del Perigord, vora el riu Dordonya, és un mercat agrícola, seu d'un institut d'experimentació del tabac i un nucli industrial. Dins del seu terme hi ha la central hidroelèctrica de Teulhèras. Està situada a la Via Lemovicensis del Camí de Sant Jaume.

## Demografia
| Evolució de la població |       |       |       |       |       |        |       |        |
| 1793                    | 1800  | 1806  | 1821  | 1831  | 1836  | 1841   | 1846  | 1851   |
| 11 720                  | 8 544 | 8 665 | 8 044 | 8 557 | 9 285 | 10 102 | 9 873 | 10 402 |

| 1856   | 1861   | 1866   | 1872   | 1876   | 1881   | 1886   | 1891   | 1896   |
| ------ | ------ | ------ | ------ | ------ | ------ | ------ | ------ | ------ |
| 10 875 | 12 116 | 12 123 | 11 699 | 13 120 | 15 042 | 14 353 | 14 735 | 15 642 |

| 1901   | 1906   | 1911   | 1921   | 1926   | 1931   | 1936   | 1946   | 1954   |
| ------ | ------ | ------ | ------ | ------ | ------ | ------ | ------ | ------ |
| 15 936 | 15 623 | 16 162 | 17 041 | 16 593 | 17 520 | 18 902 | 22 525 | 23 622 |

| 1962   | 1968   | 1975   | 1982   | 1990   | 1999   | 2006 | 2011 | 2016 |
| ------ | ------ | ------ | ------ | ------ | ------ | ---- | ---- | ---- |
| 25 185 | 27 165 | 27 764 | 26 832 | 26 899 | 26 071 | -    | -    | -    |

| 2019 | - | - | - | - | - | - | - | - |
| ---- | - | - | - | - | - | - | - | - |
| -    | - | - | - | - | - | - | - | - |

## Administració
| Període   | Identitat          | Partit |
| --------- | ------------------ | ------ |
| 1967-1975 | Louis Piment       | SFIO   |
| 1975-1995 | Michel Manet       | PS     |
| 1995-2008 | Daniel Garrigue    | UMP    |
| 2008-     | Dominique Rousseau | PS     |

## Escut d'Armes
Parti de blau strewn amb flors de lys d'or, un drac volador de gules i or làmpat que aterra a l'amic.
La part de la flor de lliri és l'emblema de França, el drac representa a Anglaterra. De fet, l'anglès i el francès dividiren al llarg del temps la ciutat. El pont va servir de frontera.

## Ciutats agermanades
- Repentigny, Quebec, Canadà des de 1997.
- Faenza, Itàlia des de 1998.